# Ludvy Vaillant
Pour les articles homonymes, voir Vaillant.
Ludvy Vaillant (né le 15 mars 1995 à Fort-de-France) est un athlète français, spécialiste du 400 mètres et du 400 mètres haies.

## Biographie
Son club est l'Athlétic Club Saléen.
Il participe aux championnats d'Europe espoirs à Tallinn en Estonie, et décroche le titre du 4 × 400 m.
Il est sélectionné en 2017 pour les championnats du monde de Londres dans la discipline du 400 mètre haies. Le 6 août, lors des championnats, Vaillant se qualifie pour les demi-finales en terminant 3e de sa série en 49 s 49. Il termine quatrième de sa demi-finale en 49 s 95, mais est éliminé de la compétition.
Le 16 juin 2018, une semaine après sa superbe performance sur 400 m (45 s 25, minimas pour les Europes de Berlin), Ludvy Vaillant remporte le 400 mètres haies du Meeting d'athlétisme de Marseille en 48 s 96, record personnel et sixième meilleure performance française de l'histoire. Il réalise également les minimas pour les championnats d'Europe de Berlin sur cette épreuve. Trois jours plus tard, à Montreuil, il remporte la course en améliorant d'un centième son chrono : 48 s 95. Il s'agit également du record du meeting.
Le 9 août 2018, Ludvy Vaillant échoue au pied du podium des championnats d'Europe de Berlin en 48 s 42, record personnel. Il est devancé pour la médaille de bronze par l'Irlandais Thomas Barr (48 s 31).
Il devient pour la première fois, en septembre 2020 à Albi, champion de France du 400 mètres plat en 45 s 46. Aux Jeux olympiques de 2020, il est éliminé dès les séries de cette discipline. 
Ludvy Vaillant améliore son record personnel du 400 m haies de quatre centièmes (48 s 26) le 4 septembre 2022, au Meeting de Berlin.
En 2023, lors des championnats du monde de Budapest, il remporte la médaille d'argent du relais 4 × 400 m en compagnie de Gilles Biron, David Sombé et Téo Andant en établissant un nouveau record de France en 2 min 58 s 45.

## Palmarès

### International
| Date | Compétition                       | Lieu      | Résultat | Épreuve     | Temps         |
| ---- | --------------------------------- | --------- | -------- | ----------- | ------------- |
| 2015 | Championnats d'Europe espoirs     | Tallinn   | 7e       | 400 m       | 47 s 04       |
| 2015 | Championnats d'Europe espoirs     | Tallinn   | 1er      | 4 × 400 m   | 3 min 4 s 92  |
| 2017 | Championnats d'Europe par équipes | Lille     | 5e       | 400 m haies | 50 s 02       |
| 2017 | Championnats d'Europe espoirs     | Bydgoszcz | 3e       | 400 m haies | 49 s 31       |
| 2017 | Championnats d'Europe espoirs     | Bydgoszcz | 3e       | 4 x 400 m   | 3 min 5 s 24  |
| 2017 | Championnats du monde             | Londres   | 8e       | 4 x 400 m   | 3 min 1 s 79  |
| 2018 | Jeux méditerranéens               | Tarragone | 1er      | 400 m haies | 48 s 76       |
| 2018 | Coupe du monde                    | Londres   | 3e       | 400 m       | 45 s 64       |
| 2018 | Championnats d'Europe             | Berlin    | 4e       | 400 m haies | 48 s 42       |
| 2018 | Championnats d'Europe             | Berlin    | 4e       | 4 x 400 m   | 3 min 2 s 08  |
| 2019 | Championnats d'Europe par équipes | Bydgoszcz | 2e       | 400 m haies | 48 s 98       |
| 2022 | Jeux méditerranéens               | Oran      | 2e       | 400 m haies | 48 s 83       |
| 2022 | Championnats d'Europe             | Munich    | 4e       | 400 m haies | 48 s 79       |
| 2023 | Championnats du monde             | Budapest  | 2e       | 4 x 400 m   | 2 min 58 s 45 |

### National
- Championnats de France d'athlétisme :
  - vainqueur du 400 m en 2020
  - vainqueur du 400 m haies en 2018 ; 2e en 2016, en 2019, en 2023 et en 2025

## Records
| Épreuve     | Épreuve   | Temps              | Lieu           | Date            |
| ----------- | --------- | ------------------ | -------------- | --------------- |
| 400 m       | Plein air | 45 s 25            | Fort-de-France | 9 juin 2018     |
| 400 m haies | Plein air | 47 s 85            | Monaco         | 21 juillet 2023 |
| 4 × 400 m   | Plein air | 2 min 58 s 45 (NR) | Budapest       | 27 août 2023    |